# Liste der Fließgewässer im Flusssystem Hafenlohr

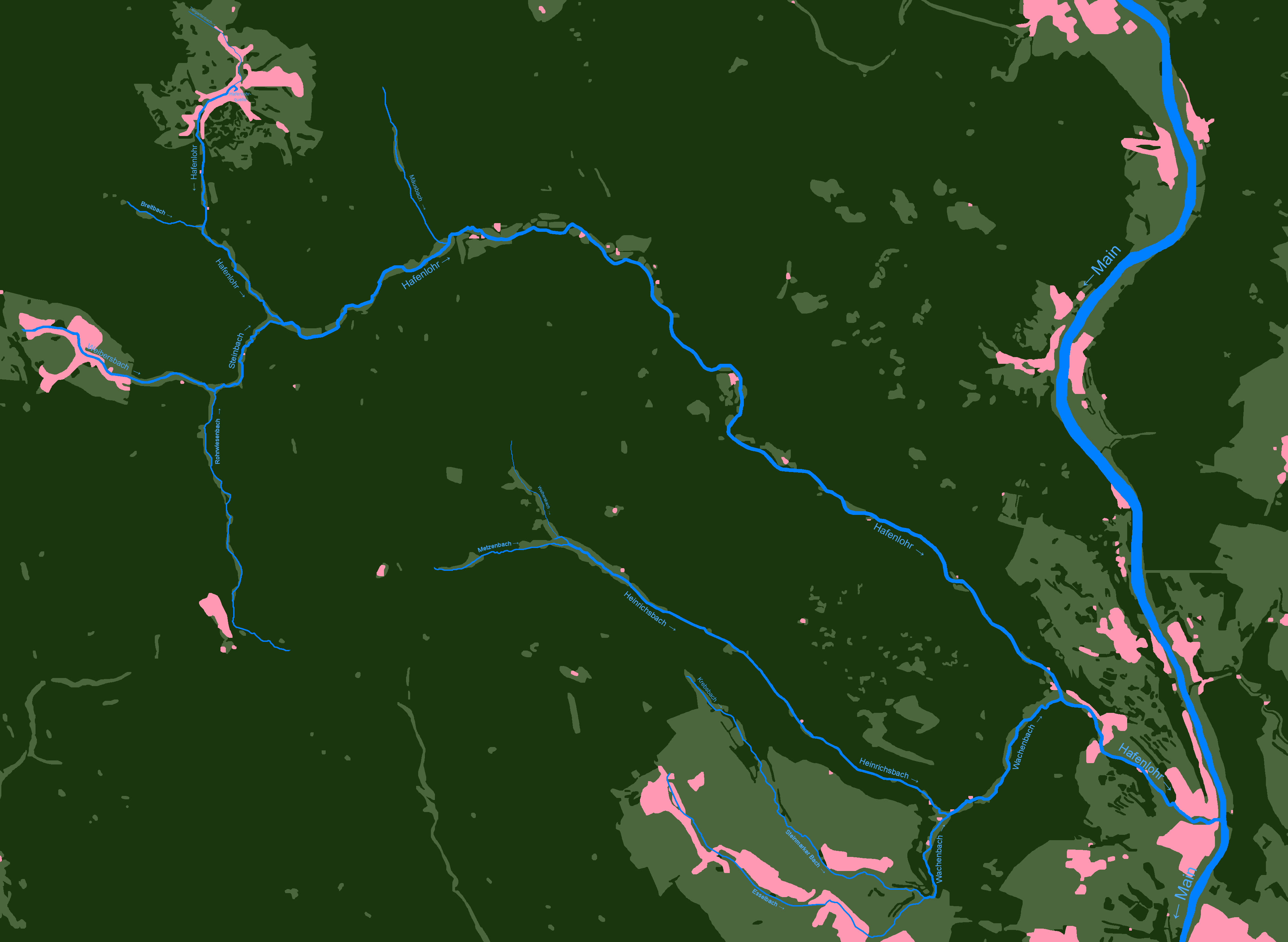
Fließgewässer im Flusssystem Hafenlohr

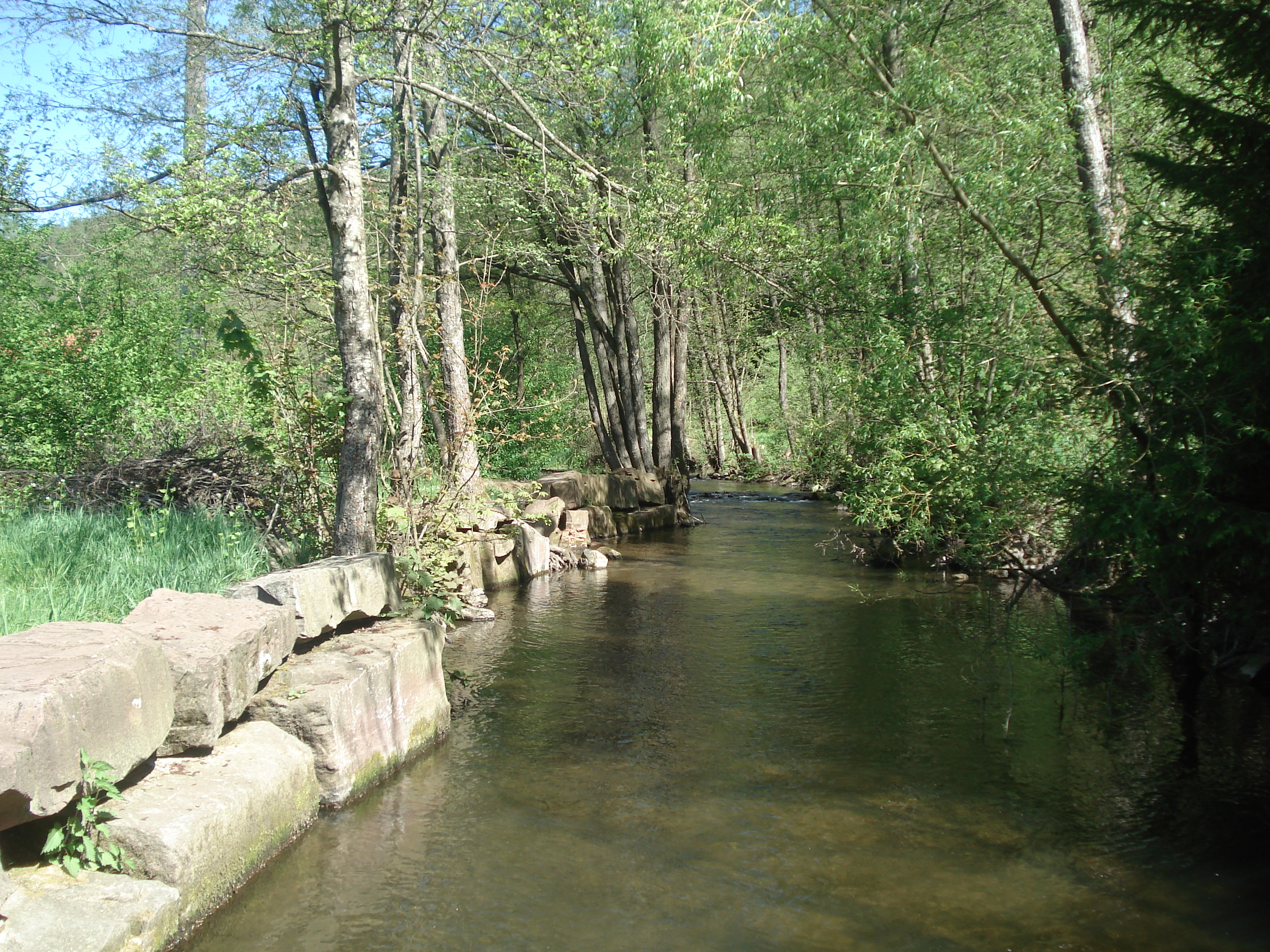
Die Hafenlohr bei Windheim

Die Liste der Fließgewässer im Flusssystem Hafenlohr umfasst alle direkten und indirekten Zuflüsse der Hafenlohr, soweit sie namentlich auf der Topographischen Karte 1:10000 Bayern Nord (DK 10), im Kartenwerk des Stadtplandienstes der Euro-Cities AG oder im Kartenservicesystem des Bayerischen Landesamts für Umwelt (LfU) aufgeführt werden. Namenlose Zuläufe und Abzweigungen werden nicht berücksichtigt. Wenn sich der Gewässername nach dem Zusammenfluss zweier Gewässerabschnitte ändert, werden die beiden Zuflüsse als Quellzuflüsse separat angeführt, ansonsten erscheint der Teilbereichsname in Klammern. Die Längenangaben werden auf eine Nachkommastelle gerundet. Die Fließgewässer werden jeweils flussabwärts aufgeführt. Die orografische Richtungsangabe bezieht sich auf das direkt übergeordnete Gewässer.

## Hafenlohr
Die Hafenlohr ist ein 26,5 km langer rechter Zufluss des Mains in Unterfranken.

## Zuflüsse

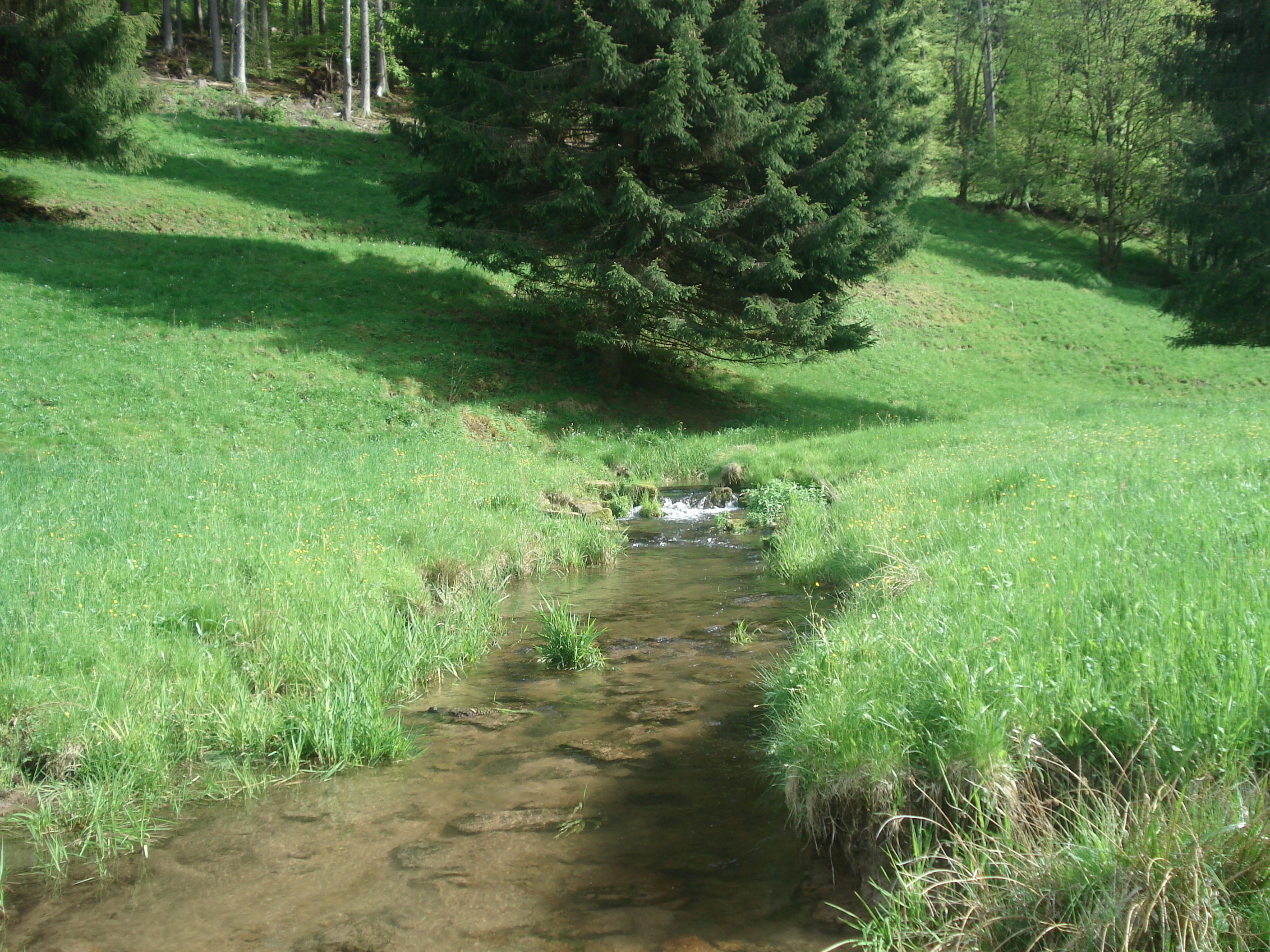
Der Steinbach

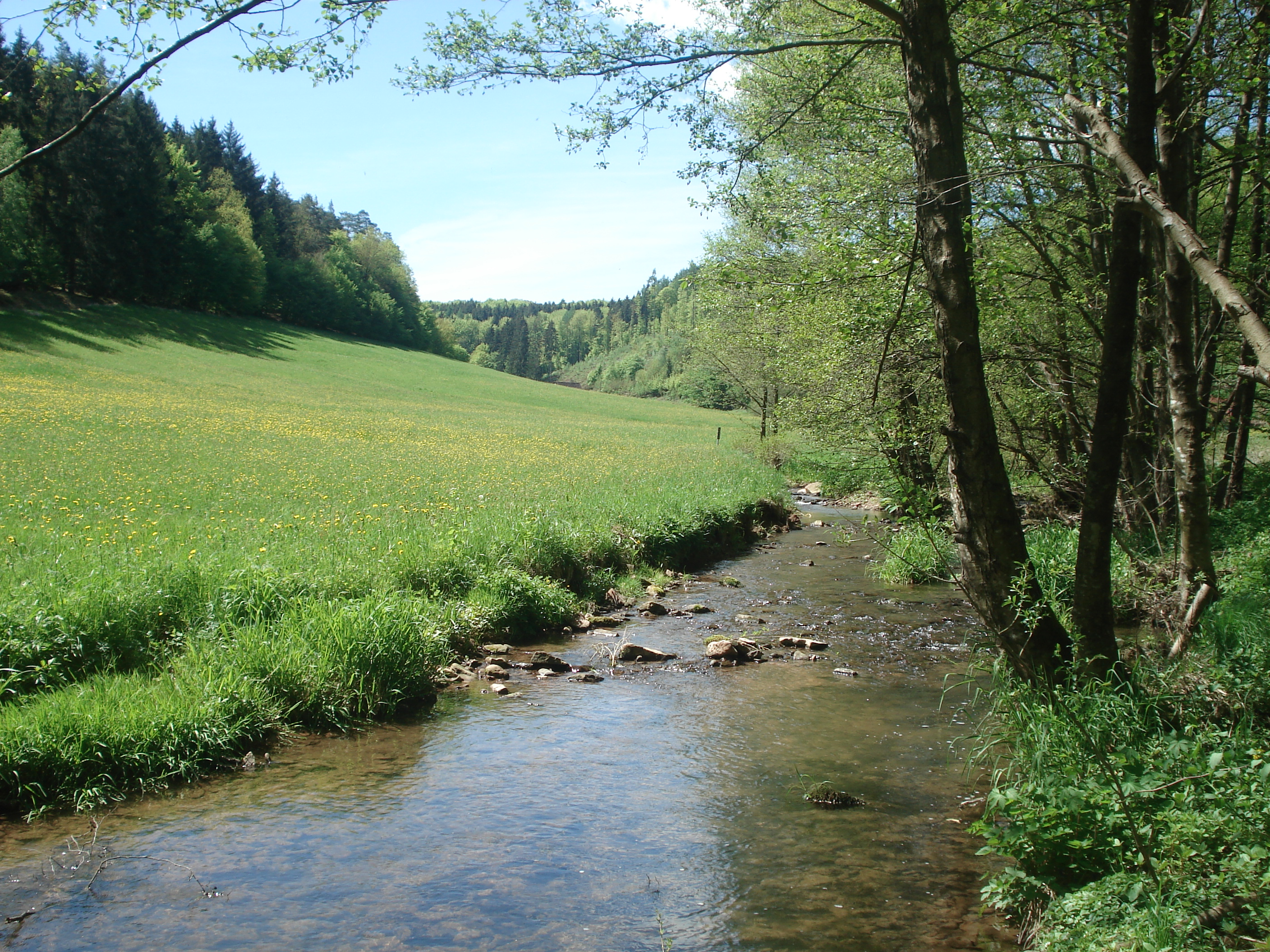
Der Wachenbach

Direkte und indirekte Zuflüsse der Hafenlohr
 Hafenlohrquelle (355 m ü. NHN)
- Tiergartenbach[1] (rechts), 1,3 km
- Breitbach (rechts), 1,3 km
- Steinbach (Weibersbach[A 1]) (rechts), 5,5 km
  - Rohrwiesenbach (rechts), 4,6 km
  - Meisenbrünnlein (rechts)
- Mäusbach (links), 2,8 km
- Wachenbach (links), 10,4 km
  - Steinmarker Bach (Nächsterbach, Krebsbach[A 1]) (linker Quellbach[A 2]), 5,7 km
  - Esselbach (rechter Quellbach[A 3]), 5,5 km
  - Heinrichsbach (links), 9,9 km
    - Weihersbach (linker Quellbach), 1,9 km
    - Metzenbach (rechter Quellbach), 2,2 km

  - Höchsterbrunnengraben (links)